# Lütschental
Lütschental é uma comuna da Suíça, no Cantão Berna, com cerca de 264 habitantes. Estende-se por uma área de 12,35 km², de densidade populacional de 21 hab/km². Confina com as seguintes comunas: Grindelwald, Gündlischwand, Iseltwald, Lauterbrunnen.
A língua oficial nesta comuna é o Alemão.